# Kinot
Les kinot (hébreu : קינות  qinot « complaintes » ou « lamentations » ; singulier kina) sont des pièces liturgiques juives de lamentation, prenant parfois une forme élégiaque. Elles sont pour la plupart rédigées en hébreu.
Elles se rencontrent déjà dans la Bible hébraïque où elles sont originellement composées pour des individus ou des villes allégoriquement personnifiées mais sont principalement associées au jeûne du 9 av, qui commémore, entre autres catastrophes de la nation juive, la destruction des premier et second Temples de Jérusalem. D’autres kinot ont ensuite été composées, à la suite des Croisades, des expulsions, de l’Inquisition puis, malgré une certaine résistance, à la Shoah et les massacres perpétrés dans le sud d’Israël par le Hamas le 7 octobre 2023.

## Leskinotdans les sources juives

### Dans la Bible hébraïque
Connues de l’ensemble des civilisations sémitiques, les kinot apparaissent dans la Bible avec David: le second Livre de Samuel comporte une élégie pour Saül et Jonathan,  pour Abner, pour le premier fils (innommé) que David a eu de Bethsabée et pour Absalom. Jérémie lance lui aussi une complainte pour Josias. Par la suite, ces chants pour les morts, déclamés par des pleureuses professionnelles (mekonenot) lors des enterrements, s’adressent de façon métaphorique, dans la littérature prophétique, à des plaines et à des villes : Amos pleure la « vierge d’Israël », Jérémie prend le deuil pour Jérusalem et Ézéchiel prédit qu’on chantera sous peu une kina pour Tyr. 
Ce genre de kinot pour les villes trouve son aboutissement avec un recueil connu dans la littérature juive post-biblique, tant rabbinique qu’hellénistique, comme le « Livre des Lamentations ». Il en contient cinq, rédigées après la chute du premier Temple de Jérusalem. Elles sont caractérisées par un rythme syncopé où trois accents sont suivis de deux, désigné dans la littérature universitaire comme « rythme » ou « mètre kina », bien qu’il se retrouve dans des compositions qui ne sont pas des kinot (parmi lesquelles Psaumes 44, 60, 80 etc.) et que toutes les kinot, dont celle de David pour Saül et Jonathan, ne suivent pas ce rythme,. À l’exception de la dernière complainte, elles suivent un acrostiche alphabétique, simple ou multiple, évoquant le désarroi causé par la ruine d’une cité populeuse et resplendissante, la défaite du messie de Dieu, le scandale de la trahison des alliés, la faim qui pousse les mères à manger leurs enfants et autres malheurs qui ont eu lieu avec l’assentiment de Dieu. Contrairement à d’autres textes bibliques, dont nombre de psaumes évoquant les malheurs individuels ou nationaux d’Israël, les kinot ne contiennent pas d’appel à la délivrance divine car Sion a été punie pour les fautes de ses habitants. C’est pourquoi dans la troisième kina, « l’homme qui a vu la misère », rassasié de malheurs et préconisant de tendre la joue droite lorsqu’on a frappé la gauche, se refuse à abjurer Dieu et continue à espérer en lui. De même, la cinquième kina se conclut sur un appel à Dieu à ramener à lui son peuple et à renouveler ses jours « comme jadis ».
Ces complaintes présentent de nombreuses ressemblances avec les Lamentations d’Ur (en) mais elles s’en distinguent par l’accent mis sur le caractère naturel des malheurs causant la ruine de la ville (faim, meurtres, feu…) alors que dans les complaintes pour les villes sumériennes, cette destruction est la manifestation tangible d’un délabrement surnaturel à l’échelle cosmique. L’ennemi qui abat la ville devient dans ces textes l’agent concret d’un déterminisme inexorable selon lequel aucune civilisation ne peut durer éternellement tandis que le Livre des Lamentations rattache ces événements à la responsabilité humaine et au châtiment divin.

### Dans la littérature des Sages
L’usage des kinot pour les morts se poursuit à l’ère talmudique. Le Talmud conserve en effet l’une de ces pièces, composées par des orateurs spécialisés appelés safdanim et récitées lors des enterrements par des pleureuses accompagnées de joueurs de flûte. Toutefois, ces manifestations s’effacent progressivement devant l’oraison funèbre, rédigée en prose alors que la kina l’est en vers.
En revanche, la lecture du Livre des Lamentations semble être devenue coutumière lors du jeûne du 9 av, à tout le moins parmi les rabbins de Galilée (peut-être y adjoignait-on aussi Baruch 1:1-3:8, où les Juifs de Babylonie, entendant la nouvelle de la bouche du scribe, prennent le deuil, confessent leurs péchés et reconnaissent la justice de la sentence divine). Elle est définitivement entrée dans les mœurs lors de la compilation du traité Soferim (en) qui prescrit sa lecture avec quatre versets du Livre de Jérémie, le psaume 79 (« Dieu, les nations sont entrées dans ton héritage ») et le psaume 137 (« Sur les rives de Babylone ») lors de l’office du soir ou de celui du matin, après la lecture de la Torah.
D’autres kinot pleurant Jérusalem ont été rédigées à cette époque ; l’une d’elles a été traduite en grec et intégrée à l’Apocalypse de Baruch (10:6-8) (2 Baruch). Elles ne semblent cependant pas avoir eu d’usage liturgique.

### Dans la littérature médiévale

#### À l’ère des gueonim
Les premières kinot poétiques sont vraisemblablement composées au VIIe siècle par Eléazar Hakalir. Quelques-unes sont extraites des cinq kerovot qu’il avait écrites pour enrichir l’ensemble de la prière du 9 av. La plupart ont été plus spécifiquement rédigées à raison d’une par année pour la bénédiction de Jérusalem, quatorzième des dix-huit bénédictions qui forment la prière centrale des offices du matin et de l'après-midi, lors de leur récitation par l’officiant (une amplification de la quatorzième bénédiction à réciter individuellement est déjà contenue dans le Talmud de Jérusalem).
Toutes sont modelées sur le Livre des Lamentations : elles commencent par le même incipit (eikha) ou reprennent des versets verbatim, suivent le même acrostiche alphabétique et pleurent la destruction des Temples. Le poète parvient cependant à éviter les répétitions, en jouant d’une part sur la forme (bien qu’il fasse preuve dans ses kinot d’une moins grande liberté que dans ses autres pièces) et en faisant d’autre part fond sur les thèmes de la Aggada populaire, compilée par ailleurs dans le Talmud de Jérusalem et le midrash Lamentations Rabba. Ainsi, aux thématiques habituelles (caractérisation de la destruction, confession des fautes, harangue à la foule etc.), Eléazar Hakalir ajoute de nouvelles nuances, mettant en parallèle la faim qui déshumanise les mères (Lamentations 2:20) ainsi que les massacres qui ne manquèrent pas d’accompagner la destruction du premier Temple avec le meurtre inique de Zacharie ben Joïada. Il évoque par ailleurs la mort de Josias à Megiddo (elle constitue, elle aussi, un motif de lamentations perpétuelles et serait, selon une tradition rapportée par les rabbins, le sujet de Lamentations 4:20) ou encore les divisions sacerdotales et l’harmonie qui régnait au temps des Temples. En revanche, il parle peu – et jamais de manière explicite – des persécutions qui s'abattent sur sa tête et celle de ses contemporains.
Amram Gaon est le premier à fixer dans son rituel de prière la lecture du Livre des Lamentations lors de l’office du soir de Tisha Beav, car la nuit est jugée plus propice au deuil. Il n’évoque pas les kinot kaliriques ni d’autres comme Az bè'hataènou, qui sont pourtant connues à cette époque. Elles ne figurent pas non plus dans le livre de prière de Saadia Gaon qui prescrit seulement l’intercalation de selihot dans la bénédiction pour le pardon, comme il est alors de coutume pour tous les jeûnes. Les selihot proposées, et vraisemblablement composées, par Saadia ressemblent toutefois fortement aux kinot dans leurs thèmes sinon dans leur forme, et il est le premier à élaborer sur le midrash des Dix Martyrs qui inspirera, entre autres kinot et selihot, Arzei haLevanon (« Cèdres du Liban ») et Èlè ezkera (« De ceux-là, je me souviens »).

#### À l’ère des rishonim
Les kinot kaliriques sont rapidement adoptées dans les rites romain et romaniote, lesquels se trouvent dans la sphère d’influence des académies de la terre d’Israël. Par le biais des migrations juives d’Italie en Rhénanie, plus de vingt kinot composées par Eléazar Hakalir se retrouvent dans le rite ashkénaze, qui n’en a cependant pas retenu les kinot de consolation.
Dans les communautés andalouses, rattachées aux académies de Babylone, l’usage prescrit par les gueonim tombe en désuétude au profit des kinot (bien que des selihot continuent à être lues aux côtés des kinot dans le rite séfarade). Cependant, les productions kaliriques, vivement critiquées par les poètes et grammairiens pour leurs artifices et les contorsions qu’elles font subir à l’hébreu, sont expurgées des rituels. Les compositions qui les remplacent sont typiques de la poésie judéo-espagnole médiévale avec leur langue modelée sur celle de la Bible et leur métrique sur celle de la poésie arabo-andalouse, qu’il s’agisse de qasaid à mètre et rime uniques ou de muwashsha'hat à strophes et rimes multiples.
Bible et midrash demeurent le fond commun  : Salomon ibn Gabirol reprend, pour composer Shomron qol titen (« Samarie, donne de la voix ! »), la langue d'Ézéchiel et imagine le dialogue entre Samarie et Jérusalem, les deux capitales des antiques royaumes israélites pleurant désormais sur leur ruine ; Vèet navi 'hatati hishmima (« Sur ma maison, que mon péché a détruite »), rédigé par un certain Yehiel, relate sous forme poétique un midrash qui décrit les malheurs des enfants de Rabbi Ishmaël. Esh toukad bekirbi (« Un feu brûle en moi ») — qu’il faudrait attribuer à Abraham ibn Ezra ou à Juda Halévi — compare la majestueuse sortie d'Égypte avec la malheureuse sortie de Jérusalem car le 9 av tombe le même jour de la semaine que la fête de Pessa'h dans le calendrier hébraïque moderne. La kina Eleikhem èda kedosha (« À vous sainte assemblée »), calquée sur le Ma nishtana du séder de Pessa'h et notoirement omise du rite de certaines communautés (notamment irakiennes) car jugée trop enfantine pour la gravité du jour, élabore ainsi que d'autres kinot sur la même coïncidence.
Cependant cette poésie se fait à l’occasion profane, non seulement dans des kinot individuelles modelées sur leurs analogues dans la poésie arabe, mais aussi dans un genre entièrement renouvelé par Juda Halévi, les sionides ou Chants de Sion qui conjuguent la nostalgie du psalmiste pour Jérusalem avec celle des poètes andalous pour les contrées qu’ils ont quittées ; l’une de ces odes, Tsion halo tishali (« Sion, que ne t’enquiers-tu pas »), avait sans doute pour vocation d’être déclamée dans les cours des princes et mécènes plutôt que dans les salles de priére mais elle a intégré le rituel de l’ensemble des congrégations juives, et nombre d’élégistes s’en saisiront pour leurs propres chants,. 
Lorsque les sionides et autres kinot andalouses font leur entrée dans le répertoire ashkénaze, les compositeurs liturgiques de la vallée du Rhin adopteront leurs versification et métrique si particulières, pour pleurer leurs malheurs de naguère mais aussi et surtout ceux qui viennent de les frapper dans leur chair: Kalonymus ben Juda décrit avec horreur les massacres qui dévastent les communautés rhénanes lors des croisades, Eléazar de Worms pleure, en même temps que Sion, sa femme et ses enfants assassinés sous ses yeux et Meïr de Rothenburg croit revoir, quelque cinquante ans plus tard, le Temple brûler pendant que brûlent devant lui des charretées entières de Talmuds à Paris,.
Ces persécutions ont par ailleurs pour effet l’émigration de communautés ashkénazes vers l’Europe de l’Est, et la constitution de deux rituels de kinot ashkénazes, « occidental » (ou « allemand ») et « oriental » (ou « polonais »).
Les kinot rédigées en Espagne et en Provence  se font elles aussi l’écho d’événements récents: à la suite des persécutions anti-juives de 1391 qui démembrent les communautés de Séville, de Castille et d'Aragon, Juda Yahya ben David rédige Yehouda vèIsraël, de’ou mar li (« Juda et Israël, sachez [comme] j’ai mal ») . D’autres kinot évoquent bientôt les conversions forcées, l’Inquisition et l’expulsion des Juifs d’Espagne. Celle-ci marque en outre un tournant dans les pratiques liturgiques des Juifs issus de ces terres car de grands décisionnaires séfarades dont David ibn Zimra et Haïm Joseph David Azoulay, prennent des mesures pour abolir définitivement la coutume de lire des kinot lors des trois sabbats qui séparent le 17 tammouz du 9 av.

### Dans la littérature ultérieure
Au XVIe siècle, Moshe Alshekh compose une kina pour le Tikkoun hatzot, mis au point dans la communauté kabbalistique de Safed avant de s’étendre à l’Europe. Il s'agit de la dernière kina qui obtiendra quelque succès dans l'ensemble des communautés du monde juif. En effet, bien que diverses kinot soient composées au cours des siècles suivants en Afrique du Nord pour pleurer l'exil d'Espagne ou les destins comme ceux de Sol Hachuel, et en Europe de l'Est après le soulèvement de Khmelnytsky, elles ne sont connues que des communautés locales et n’intègrent plus la liturgie « traditionnelle ». De plus, les Juifs d’Europe centrale et orientale commémorent plus volontiers ces catastrophes avec des jeûnes et des selihot lues lors du jour « anniversaire » tandis que les kinot du 9 av pleurent les malheurs qui touchèrent le monde juif dans son ensemble ou résultèrent d’une volonté officielle de persécution anti-juive ; par conséquent, les rituels ashkénazes classiques s’achèvent sur Eli Tsion vèareiha et Shomron kol titen, deux kinot pour Jérusalem.

## Récitation des kinot lors du jeûne du 9 av

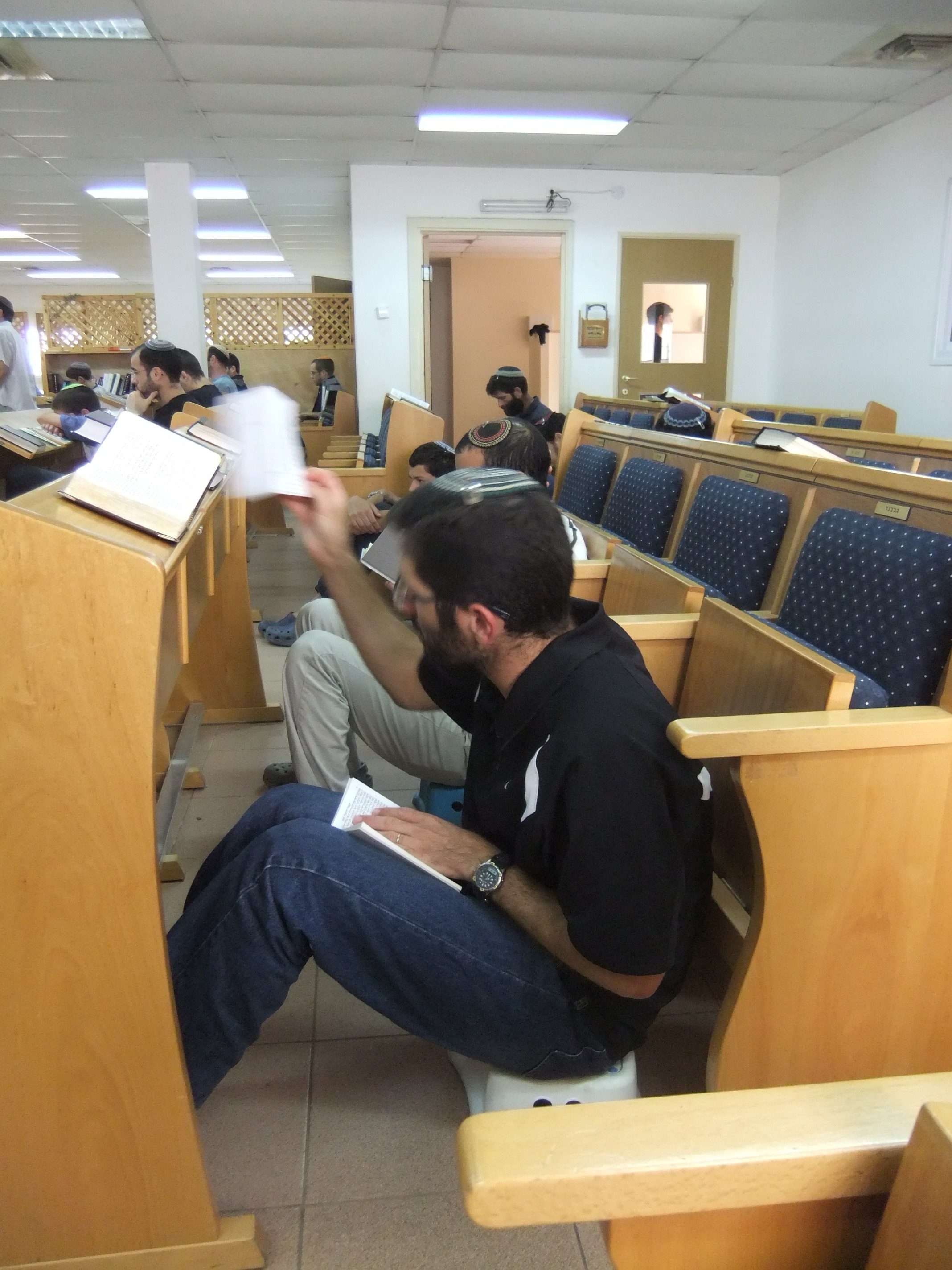
Ces orants lisent les kinot sur des chaises basses tandis que d’autres (à l’arrière-plan) le font à hauteur ordinaire

La lecture du Livre des Lamentations, que la tradition juive attribue à Jérémie, se fait publiquement le soir de Tisha Beav, après la prière vespérale et est suivie de la lecture de quelques kinot. Il est d'usage de relire les Lamentations après l’office du matin, à titre personnel, et de lire ensuite des kinot jusqu’à la mi-journée. Lamentations et kinot sont lues dans un esprit du deuil et, par conséquent, en position assise (certains le font sur des chaises inconfortablement basses mais il est mal vu de s’asseoir à même le sol), jusqu’à la dernière kina du matin (c'est-à-dire un peu après la mi-journée). On limite également les sorties de la salle ou de la synagogue et les conversations inutiles car elles pourraient détourner l’attention (et l’intention) de l’orant. 
Certains ont coutume de se couvrir le front de poussière avant la lecture des Lamentations ; d’autres le font à la lecture de Lamentations 2:10 (« ils ont couvert leur tête de poussière »). Les séfarades ne récitent pas de bénédictions avant la lecture des Lamentations ; les communautés lituaniennes recommandent de ne le faire que si les Lamentions sont lues dans une version manuscrite sur un rouleau de parchemin mais les scribes, espérant chaque année la venue du Messie, étaient réticents à écrire de tels rouleaux, de sorte que les autres communautés ashkénazes récitent la bénédiction, que le Livre soit manuscrit ou imprimé. 
Le Livre est lu à voix éteinte et l’on marque une pause, le temps d’un oy, soupiré plaintivement entre chaque verset et entre chaque chapitre ; l’avant-dernier verset (« Ramène-nous à toi, Dieu, et nous reviendrons, renouvelle nos jours d’autrefois ») est lu à voix haute par l'assemblée, repris par l’officiant qui récite ensuite le dernier verset, et répété une nouvelle fois par l’assemblée puis l’officiant (certaines congrégations séfarades ne le font pas). 
Après la lecture des kinot du soir, les séfarades ont pour usage de proclamer le nombre d’années écoulées depuis la chute du second Temple (1946 ou 1947 ans en 2015, selon qu’on inclut ou non l’année en cours) ; la coutume de Safed est de réaliser cette proclamation avant la lecture des kinot ; les yéménites de rite baladi comptent quant à eux depuis la chute du premier Temple (2436 ans en 2015).
Il existe, chez les séfarades, deux usages en ce qui concerne la lecture des kinot du matin : certains les récitent entre la répétition de la prière par l’officiant et la lecture de la Torah tandis que d’autres récitent une partie des kinot lors de l’ouverture de l’Arche et de la sortie de la Torah, et lisent les autres kinot (ainsi que les Lamentations) après l’office. Certaines congrégations séfarades ont l’habitude de prolonger la récitation des kinot jusqu’à la mi-journée.
Les congrégations ashkénazes concluent la lecture des kinot par quelques vers et versets de consolation et, dans les communautés « orientales », certains ont même coutume de se relever pour chanter la kina Eli Tsion vèareiha bien que cela soit désapprouvé par les grands décisionnaires. Des congrégations séfarades ont adopté l’usage ashkénaze de conclure par des mots de réconfort tandis que d’autres omettent jusqu’aux passages des kinot qui pourraient édulcorer la tristesse de leur contenu ; d’autres encore passent sur les mots de consolation mais maintiennent la version originale des kinot en estimant que les passages de consolation qu’elles contiennent en font partie intégrante.

## Leskinotdans les traditions non-rabbiniques
Le rituel des Karaites, adeptes d’un mouvement scripturaliste qui a fait sécession du judaïsme rabbinique au VIIIe siècle, comprend également des kinot tant individuelles que nationales. L’une des mouvances historiques du karaïsme, qui se dénommait les Endeuillés de Sion, semble même avoir fait des kinot pour Jérusalem une composante fixe de sa liturgie quotidienne et l'on en trouve peut-être quelques traces dans les commentaires bibliques de Salman ben Yerouham.
Dans la communauté karaïte du Caire, il était de coutume de lire des kinot non seulement lors du jeûne du cinquième mois mais aussi lors des cinq sabbats séparant celui-ci du jeûne du quatrième mois (selon la tradition karaïte, ces jeûnes ont lieu non le 17 tammouz et le 9 av mais le 9 tammouz et le 10 av),.

## Kinotmodernes
La Shoah entraîne chez les survivants un besoin de nouvelles kinot pour pleurer les communautés dont ils ont vu l’anéantissement et afin d’en préserver le souvenir. 
En 1947, Léon Meiss, président du consistoire israélite de France, lance un appel à divers rabbins de France, les priant de composer de nouvelles élégies pour ces nouveaux drames, en vue de les intégrer au rituel du 9 av ; Richard et André Neher sont parmi les seuls à y répondre, et la désaffection pour leur kina est telle qu’elle demeure inédite à la mort d’André Neher en 1990,.
En 1948, le grand-rabbinat de Pologne publie Èli nafshi (« Gémis, gémis, pleure mon âme »), composée à Varsovie par Yehouda Leib Bialer trois ans plus tôt. La kina imite Eli Tsion vèareiha, et se chante sur le même air. Èli nafshi est l’une des kinot les plus connues et la première à être proposée en Israël, en 1968, sur des feuillets séparés « à réciter par ceux qui le souhaitent », aux côtés de l’un des poèmes d’Itzhak Katzenelson traduit en hébreu,. Par la suite, Esh toukad bekirbi (« Le feu brûle à l’intérieur de moi ») de Shmuel Wosner, Zekhor na habekhiot (« Souviens-toi donc des pleurs ») de Haïm Michael Dov Weissmandl, Zikhrou na vèkenonou kol Israël (« Souvenez-vous donc et lamentez-vous, ô tout Israël ») de Shlomo Halberstam, Hazokher mazkirav (« Celui qui se rappelle de ceux qui le rappellent ») de Shimon Schwab, Eikh el a'hi nigzar din vèni'htam (« Comment le jugement a-t-il été prononcé et signé sur mon frère ? ») de Haïm Sabato et d’autres, s’insèrent également avec plus ou moins de succès dans les rites de certaines congrégations,. 
Les rabbins réagissent diversement à l’introduction de ces nouvelles kinot : Yekoussiel Yehouda Halberstam, survivant de la Shoah au cours de laquelle il a perdu sa femme et ses onze enfants, s’oppose à leur inclusion dans le rituel en arguant que les grands rabbins et poètes médiévaux « savaient se lamenter et ancrer le récit de nos malheurs dans le cœur de toutes les générations » (de fait, les kinot médiévales ont acquis un statut si vénérable que lorsqu'elles ont connu plusieurs variations, des rabbins se chargent d’établir la version préférable). Moshe Feinstein autorise quant à lui la récitation par les personnes ou les communautés qui le souhaitent mais il s’oppose au changement du rituel établi,.
Ces opinions conservatrices découleraient moins d’une crainte théologique de voir le souvenir du Temple rabaissé que d’une méfiance généralisée à toute modification du rituel, associée dans l’esprit de certains décisionnaires orthodoxes à la réforme du judaïsme. D’autres autorités orthodoxes, dont Menahem Mendel Kasher, appellent au contraire ce changement de leurs vœux et Yaakov Ariel, qui compte parmi les grandes figures du sionisme religieux, estime qu’il n’y a pas là matière à controverse : l’inclusion d’une ou plusieurs de ces nouvelles kinot s’effectue, s’il y a lieu, par sa popularité et sa dissémination au sein des fidèles, indépendamment de toute décision rabbinique.
Le cas des kinot rédigées après l’évacuation suivie du démantèlement des implantations du Goush Katif (sis dans la bande de Gaza) et du nord de la Samarie en 2005, suscitent des réactions plus partagées au sein du rabbinat sioniste-religieux : le même rabbin Ariel approuve, arguant de l’existence de kinot propres à certaines communautés juives (certains rituels des Juifs originaires du Yémen, pleurent ainsi les discriminations qu’ils ont subies en Israël), et certains comptent parfois parmi les auteurs de ces nouvelles élégies eux-mêmes mais d’autres déplorent le manque de proportions ainsi que le risque de dissension dans la société israélienne, sans nier le besoin de remémorer ces événements.
En novembre 2023, Yagel Haroush (he) compose la kinat Be'eri, ce kibboutz étant devenu l’exemple des massacres des communautés de l’enveloppe de Gaza au sud d’Israël, perpétrés un mois plus tôt lors de l’attaque terroriste du Hamas du 7 octobre 2023 ; la kina rappelle qu’ils ont commencé lors de la fête juive de Sim'hat Torah, ce qui se marque en outre par une mise en musique sur le nigoun du rite séfarade pour la prière de la pluie, récitée lors de l’office supplémentaire de la fête ; des rabbins du mouvement Tsohar ont appelé à son inclusion dans la lecture des kinot, qui a eu lieu pour la première fois en 2024.

### Rituel des kinot selon les différentes rites
| (D’après Goldschmidt 1972) Kinot du soir - Zekhor Hashem mè haya lanou - Eikh mipi ben vèbat (récité à la sortie de chabbat uniquement) - Beleil zè yivkheyoun (récité à la sortie de chabbat uniquement) - Shomron qol titen (Salomon ibn Gabirol) - Az be'hataènou 'harav mikdash Kinot du matin - Shavat sourou meni (Eléazar Hakalir) - Eikha atsta bèapekha (Eléazar Hakalir) - Aadè ad 'houg shamayim (Eléazar Hakalir) - Eikha tifarti mèraashotaï (Eléazar Hakalir) - Eikha yashva 'havatselet haSharon (Eléazar Hakalir) - Eikha eli konenou (Eléazar Hakalir) - Aholi asher taavta (Eléazar Hakalir) - Eï ko amar (Eléazar Hakalir) - Eikha ett asher kvar assohou (Eléazar Hakalir) - Eikha ashpato patoua'h (Eléazar Hakalir) - Zakhor ett asher assa (Eléazar Hakalir) - Im tokhalna nashim (Eléazar Hakalir) - Vèata amarta (Eléazar Hakalir) - Lekha H' hatzedaka (Eléazar Hakalir) - Hathè E-lohaï oznekha (Eléazar Hakalir) - Arzei haLevanon (Meïr ben Yehiel) - Ha'harishi mimeni - Vèet navi 'hatati - Tissatèr lèalem (Eléazar Hakalir) - Mi yiten roshi mayim (Kalonymus ben Juda) - Az bahalokh Yirmiyahou (Eléazar Hakalir) - Az bimlot sefeq (Eléazar Hakalir) - Eikh tèna'hamouni hèvel (Eléazar Hakalir) - Amarti shèou meni (Kalonymus ben Juda) - Mèʿonei shamayim (Menahem ben Jacob) - Esh toukad bekirbi (Abraham ibn Ezra) - Etzbaotaï shaflou (Baroukh ben Samuel) - Evel aorer (Menahem ben Makhir) - Yom akhpi hikhbadeti (Juda Halévi) - Shekhourat vèlo miyayin (Shlomo ben Isaac de Gérone) - Tsion halo tish'ali lèshlom assiraïkh (Juda Halévi) - Tsion qekhi kol tsori Gil'ad lètsiraïkh (Avraham Ha’hozè) - Tsion ʿateret Tsvi sim'hat hamonaïkh (Eléazar ben Moshe de Würzburg) - Tsion tèkoneni ʿalei veitekh (Asher Hacohen) - Tsion yedidout yedid tsaïr lèsaraïkh (Rabbenou Jacob) - Sha'ali seroufa vaèsh (Meïr de Rothenburg) - Tsion tsfirat pèer (Meïr ben Eléazar le Lombard) - Tsion bèmishpat lekhi lakh (Yossef ben Hayim Hacohen) - Tsion gvèret lèmamlakhot - Eli Tsion vèareiha - (Certains reprennent) Shomron qol titen | (D’après Menahem Tsion 2000) Kinot du soir - Lèmi èvkè - Lecture du Livre des Lamentations - Az bè'hataènou 'harav mikdash - (Certains ajoutent) Zekhor Hashem mè haya lanou - Beleil zè yivkheyoun - Mide shana kina zè beleil zè mezoumana - Al zè haya dava libenou vèal èlè 'haskhou eineinou - LiYroushalayim, eini eini yorda mayim - Zekhor Hashem LiYhouda oulèEphraïm - Eleikhem èda kedosha - Oy ki kinat rabat (récité à la sortie de chabbat uniquement) - Ani haguever èkonen (récité à la sortie de chabbat uniquement) Kinot du matin - Lèmi èvkè - Lecture du Livre des Lamentations - Vaaretz shafal roumi (Salomon ibn Gabirol) - Yaradti lèta'htiyot (Joseph ben Salʿi) - Ba'hodesh ha'hamishi noutak èzor ko'hi (attribué à Juda Halévi) - Dok vè'houg raʿashi (David ibn Bakuda) - Shekhina tsoʿeket bèharʿèa (Joseph ibn Suli) - Bat Tsion shamʿati - Damemou serafim mizmar (David ibn Bakuda) - Ba'hodesh ha'hamishi yaatsou tarim lèhotsi (attribué à Juda Halévi) - Ba'hodesh ha'hamishi yarou bèkhilyotènou (attribué à Juda Halévi) - Ba'hodesh ha'hamishi ho ho bèkhol 'houtsot houqra (attribué à Juda Halévi) - Akh zè hayom - Ad mataï H' yom zè lèoumatekha - Eikha tson haharèga (Juda Halévi) - Sèï kina bim'guina - Gueroushim mibeit taanouggeihem (Isaac ibn Ghiyyat) - Eikh navi shoudar - Eleikhem èda nèèmana - Esh toukad bekirbi - Eli ʿadati vèheilili - Eikh yedidout nefesh miqana nadada - Shekhourat vèlo miyayin (Shlomo ben Isaac de Gérone) - Yom akhpi hikhbadti (Juda Halévi) - Bat ʿami tyeilil bigoneiha - Eikh navi 'hatati (attribué à Rabbenou Yehiel) - Evkè vèʿal shod zvoulaï - Yehouda vèIsraël, deʿou mar li (Juda Yahya ben David) |

#### Kinot lues lors de la sortie du rouleau de la Torah et de sa procession
(D’après Menahem Tsion 2000)
Kinot lues lors de la sortie du rouleau de la Torah
- Aqoum bèmar nafshi lèhotsi ett haTorah
- Sefer imrei shefer, hitpalesh baèfer
- Al tidom bat ʿeini (attribué à Abraham Halévi)
- ʿAl heikhali èvkè yomam valayla (Juda ben Samuel ibn Abbas)
- Sifdi vèheïlili Torat Yekoutiel
- Qoumi vèsifdi Torah

Kinot lues lors de la procession du rouleau de la Torah
- Bimkom Ashrei haʿam, eikha zahav youʿam
- Bimkom Yismè'hou hashamayim, shoumou ʿal zot shamayim

#### Kinot supplémentaires
(D’après Menahem Tsion 2000)
| - Yom kina hayom - Arim ʿal shefayim - El yam galoutènou - Ya shour om netousha (Jacob ibn Tsour) - ʿAl har haMoria, massa guei 'hizayon - Shata yemei galouti 'halila - Mataï neshama dala ʿagouma - Efta'h bè'hida - Evel ya'hid èʿèssè (Moshe Anhori) - Berov yegonaï arim misped mar (Baroukh Toledano) - Lassèt ʿal Yeroushalayim misped - Ni'har bèkori groni - Abir Israël, ʿad ana yè'hèrè - Lama lanetsa'h tobad tikvati - Yona homiya misped mar aʿirekh - Tsion halo tishali… bli - Tsion halo tishali ett shlom assiraïkh (Juda Halévi) - A'hot raʿya higali (Shalom ben Tsour) - Yom meori 'hashakh begueroush Castilia - 'Halfou yamaï lo raou tova - Golat Sefarad, bèkhol lèvavkhem - Yom hagleiti mè'hadrei mishkanaï (Juda Halévi) - ʿAd mataï hatsour tamim (Moshe Anhori) - Qal merira ma'htsefa | - ʿAl shever bat ʿami essa kina - Heïlili bivkhia heïlili - Shour H' oureè ki tsar li (Salomon ben Lévi) - Yemei 'heldi vèhevli - Zarim tsarim nokhrim ʿamdou lèmouli (Moshe Adahan) - Mar li ki 'hazout kasha hougad li - Hen mèod mar li mar - Shkhinta kadishta kad istalka - Knishtakh bimrirou bakhya (Abraham Ben-Moussa) - Assadèr nèhi vèkina - Allelaï li vèoya li (Abraham Ankawa) - Etsra'h bèmar nafshi - Shomron kelavi tsaʿakata - Levavi malè yagon (Jacob ibn Tsour) - Mi zè vèmar yiftsè pihou (Jacob ibn Tsour) - El yom zè yaot kina (Shalom ben Tsour) - Marpè el tsir nèèman (Mandil ibn Abu Zimra) - Rosh meromim ʿal shefayim (Jacob Halévi) - Hayom eshka'h nègginati - Ezor sak è'hgora - Yom ʿami hagla - Rou'hi nidhama, homa ʿagouma niktama - Rou'hi nidhama, eikh Tsion tihye shama (Shalom ben Tsour) - Heikh shapirta bèkhola | - ʿÈt niftè'hou daltei vitni (Isaac Ouziel) - Oy li ki shadday hèmar li - Ahah èzʿaq mar èʿènè (Shalom ben Tsour) - Pana bèod yom shimshi - Hodi nèhèfakh, libi nishpakh (Moshe Zacuto) - Arim bèqol bikhia (Moshe Zacuto) - Gozal nigzal yizal (Moshe Zacuto) - Minodedaïkh mizʿeir banaïkh (Moshe Zacuto) - Mèhoulal shem haël èkra (Moshe Zacuto) - Anenou, sifdou, bekhou vèhitabelou - Avinou, hagmoul hazè kivinou… mi haav guidel habanim - Avinou, hagmoul hazè kivinou… mi haav yèyasser bno - ʿAl shod heikhalènou - ʿAl shever bat ʿami essa kina (version hamesh taaniyot) - Yetomim hayinou bèeretz nokhria - ʿEïni ʿeïni yorda mayim ʿal 'hourban Yeroushalayim - Haragta bèyom apekha - Zeevei ʿerev vèkhol dov orev (Zerakhia Halévi de Gérone) - Shomron qol titen (Salomon ibn Gabirol) - Qol yelala ashmiʿa - Èlè ezkera - Amra Tsion mètsaouni ʿavonaï - Lishkhina ʿalta vilala ki ravta - Alelaï li alelaï |